# Xishui (Huanggang)
Der Kreis Xishui (chinesisch 浠水县, Pinyin Xīshuǐ Xiàn) ist ein Kreis im Osten der chinesischen Provinz Hubei. Er gehört zum Verwaltungsgebiet der bezirksfreien Stadt Huanggang. Er hat eine Fläche von 1.943 Quadratkilometern und zählt 877.300 Einwohner (Stand: Ende 2019). Sein Hauptort ist die Großgemeinde Qingquan 清泉镇.

## Administrative Gliederung
Auf Gemeindeebene setzt sich der Kreis aus zwölf Großgemeinden und einer Gemeinde zusammen. 